# 帕拉斯神像
在希臘神話中，帕拉斯神像（Palladium，希臘文：Παλλάδιον）是特洛伊城的守護神，雅典娜的神像。名稱帕拉斯來自於雅典娜的別名，Pallas。
帕拉斯原是海神特里同的女兒、雅典娜的兒時玩伴，在一次比試中雅典娜誤殺了帕拉斯，悲傷之餘雅典娜以她的樣子創造了一個神像。根據特洛伊建城傳說，帕拉斯神像在伊洛斯向天界祈禱後從天上落下，此後它就成為特洛伊城的守護神像。
特洛伊戰爭後期，久攻不下的希臘人抓住了預言者赫勒諾斯，赫勒諾斯告訴他們要贏得戰爭的其中一個條件，是偷走特洛伊城的守護神像，帕拉斯神像；奧德修斯與狄俄墨德斯被指派執行這項任務。兩人在夜裡偷偷潛入城內，將神像從雅典娜神廟劫走。在返程中，奧德修斯意圖殺害狄俄墨德斯進而獨吞帕拉斯神像，但狄俄墨德斯透過月光察覺對方的行動並制伏了奧德修斯。戰爭結束後狄俄墨德斯帶著神像離開了特洛伊。

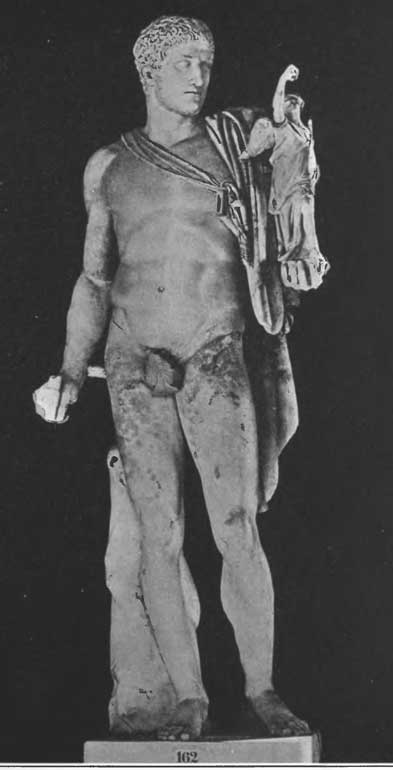
狄俄墨德斯與帕拉斯神像，陳列於慕尼黑古代雕塑展覽館